# Jace Norman
Jace Lee Norman (Corrales,  Nuevo México; 21 de marzo de 2000) es un actor y productor de televisión estadounidense. Es conocido principalmente por protagonizar la serie original de Nickelodeon, Henry Danger (2014-2020) en el papel de Henry Hat.

## Biografía
Jace Lee Norman nació el 21 de marzo de 2000 en Corrales, Nuevo México. Se mudó al sur de California cuando tenía 8 años. Fue intimidado por ser disléxico y por su pasión de actuar durante la escuela secundaria. Tiene un hermano mayor y una hermana mayor.

## Carrera
Norman comenzó su carrera como actor en 2012 con una aparición en la serie de televisión de Disney, Jessie. De 2014 a 2020, interpretó el papel principal en la comedia de situación de Nickelodeon, Henry Danger. Norman protagonizó las películas originales de Nickelodeon, Splitting Adam en 2015, y Rufus en 2016; una secuela de esta última, Rufus 2, se emitió en Nickelodeon en enero de 2017, con Norman retomando el papel protagónico. Tuvo su debut cinematográfico como el papel de voz principal en la película animada Spark, estrenada en abril de 2017. En 2019, protagonizó la película original de Nickelodeon, Bixler High Private Eye, interpretando el papel principal de Xander DeWitt. En 2017, 2018, 2019 y 2020, Norman ganó el premio Nickelodeon Kids' Choice Awards a la estrella de televisión masculina favorita. Ganó su quinto premio Kids' Choice Award consecutivo para la misma categoría en los premios Kids' Choice Awards 2021. Desde 2020, Norman ha sido productor de la serie Danger Force de Nickelodeon, en la que también ha sido actor invitado. En enero de 2022, se anunció que Norman repetirá su papel en una película de Henry Danger que se estrenará en Paramount+.

## Filmografía

### Cine
| Año  | Título                  | Rol                   | Notas                    |
| ---- | ----------------------- | --------------------- | ------------------------ |
| 2013 | The Dumb Show           | Jace                  | Película para televisión |
| 2015 | Splitting Adam          | Adam Baker            | Película para televisión |
| 2016 | Rufus                   | Rufus                 | Película para televisión |
| 2017 | Rufus 2                 | Rufus                 | Película para televisión |
| 2017 | Spark                   | Spark (voz)           | Película animada         |
| 2018 | Blurt !                 | Jeremy Martin         | Película para televisión |
| 2019 | Bixler High Private Eye | Xander DeWitt         | Película para televisión |
| 2025 | Henry Danger: The Movie | Henry Hart/Kid Danger | Película para televisión |

### Televisión
| Año       | Título                                   | Rol                         | Notas                                          |
| --------- | ---------------------------------------- | --------------------------- | ---------------------------------------------- |
| 2012      | Jessie                                   | Finch                       | Episodio: «Are You Cooler Than a 5th Grader»   |
| 2013      | The Thundermans                          | Flunky                      | Episodio: «You Stole My Thunder, Man»          |
| 2013      | Deadtime Stories                         | Estudiante                  | Episodio: «Revenge of the Goblins»             |
| 2014-2020 | Henry Danger                             | Henry Hart/Kid Danger       | Protagonista                                   |
| 2015      | Ho Ho Holiday                            | Él mismo                    | Especial de televisión                         |
| 2015      | Webheads                                 | Él mismo                    | Episodio: «The Henry Danger Celebrity Edition» |
| 2017      | Nickelodeon's Not So Valentine's Special | Varios personajes           | Especial de televisión                         |
| 2017      | Nickelodeon's Sizzling Summer Camp       | Cooper                      | Especial de televisión                         |
| 2017      | The Loud House                           | Steak Stankco (voz)         | Episodio: «Legends»                            |
| 2018      | The Adventures of Kid Danger             | Henry Hart/Kid Danger (voz) | Protagonista                                   |
| 2018-2019 | Game Shakers                             | Henry Hart                  | Episodios: «Babe Loves Danger» & «He's Back»   |
| 2019      | The Substitute                           | Él mismo                    | Episodio: «Jace Norman»                        |
| 2020-2022 | Danger Force                             | Henry Hart                  | 5 episodios; también productor                 |

## Premios y nominaciones
| Año  | Premiación          | Categoría                                  | Trabajo                   | Resultado | Refs   |
| ---- | ------------------- | ------------------------------------------ | ------------------------- | --------- | ------ |
| 2016 | Kids' Choice Awards | Estrella Masculina de TV Familiar Favorito | Henry Danger              | Nominado  | [ 21 ] |
| 2017 | Kids' Choice Awards | Estrella Masculina de TV Familiar Favorito | Henry Danger              | Ganador   | [ 16 ] |
| 2018 | Kids' Choice Awards | Estrella Masculina de TV Familiar Favorito | Henry Danger              | Ganador   | [ 17 ] |
| 2019 | Kids' Choice Awards | Estrella Masculina de TV Familiar Favorito | Henry Danger              | Ganador   | [ 17 ] |
| 2020 | Kids' Choice Awards | Estrella Masculina de TV Familiar Favorito | Henry Danger              | Ganador   | [ 17 ] |
| 2021 | Kids' Choice Awards | Estrella Masculina de TV Familiar Favorito | Henry Danger              | Ganador   | [ 17 ] |
| 2025 | Kids' Choice Awards | Patea traseros favorito                    | Henry Danger: la película | Nominado  | [ 22 ] |